# QorIQ

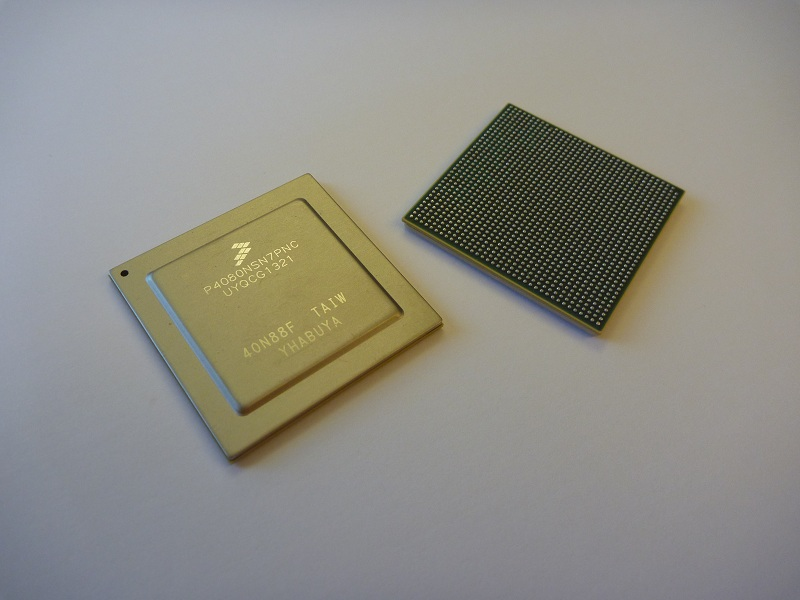

QorIQ(/ˈkɔːr.aɪ.kjuː/)는 프리스케일 세미컨덕터에서 설계한 파워 아키텍처 기반의 통신용 마이크로프로세서의 상표명이다. 이는 기존의 PowerQUICC 플랫폼으로부터 한단계 혁신적인 변화를 꾀한 결과로 하나 또는 복수의 PowerPC e500 코어를 집적하여 설계하였다. QorIQ는 성능과 기능에 따라 분류하여 하위에 다섯 종의 세부 제품 플랫폼으로 구분된다. (P1, P2, P3, P4, P5) QorIQ 플랫폼은 이전의 오래된 파워PC 제품과 소프트웨어적인 호환성을 유지하도록 설계되었다. 2012년 프리스케일은 ARM 기반의 QorIQ 제품이 2013년에 출시된다고 밝혔다.
QorIQ와 P1, P2, P4 제품군은 2008년 6월에 발표되었고, P3와 P5 제품은 2010년에 출시되었다.

## 레이어스케이프 제품 계열 목록
|         |                     |         |            |                 |        | 보안          |          |            |
| 장치    | 코어                | 주파수  | PCIe       | SerDES          | SATA   | 통합 SEC 엔진 | DCE/PME  | QUICC 엔진 |
| LS1012A | 1 x ARM Cortex-A53  | 1.0 GHz | 1 x Gen2.0 | 3 lanes 6 GHz   | 예     | 예            | -        | -          |
| LS1020A | 2 x ARM Cortex-A7   | 1.2 GHz | 2 x Gen2.0 | 4 lanes 6 GHz   | 예     | 예            | -        | 예         |
| LS1021A | 2 x ARM Cortex-A7   | 1.2 GHz | 2 x Gen2.0 | 4 lanes 6 GHz   | 예     | 예            | -        | 예         |
| LS1022A | 2 x ARM Cortex-A7   | 0.6 GHz | 1 x Gen2.0 | 1 lane 5 GHz    | 아니오 | 예            | -        | -          |
| LS1024A | 2 x ARM Cortex-A9   | 1.2 GHz | 2 x Gen2.0 | 3 lanes 5 GHz   | 예     | 예            | 예       | -          |
| LS1028A | 2 x ARM Cortex-A72  | 1.3 GHz | 2 x Gen2.0 | 4 lanes 10 GHz  | 예     | 예            | -        | -          |
| LS1043A | 4 x ARM Cortex-A53  | 1.6 GHz | 3 x Gen2.0 | 4 lanes 10 GHz  | 예     | 예            | -        | 예         |
| LA1575  | 2 x ARM Cortex-A53  | 1.4 GHz | 1 x Gen3.0 | 4 lanes 10 GHz  | 예     | 예            | -        | -          |
| LS1046A | 4 x ARM Cortex-A72  | 1.8 GHz | 3 x Gen3.0 | 8 lanes 10 GHz  | 예     | 예            | -        | -          |
| LS1088A | 8 x ARM Cortex-A53  | 1.6 GHz | 3 x Gen3.0 | 4 lanes 10 GHz  | 예     | 예            | -        | 예         |
| LX2160A | 16 x ARM Cortex-A72 | 2.2 GHz | 6x Gen 4.0 | 24 lanes 25 GHz | 예     | 예            | 100 Gbps |            |